# Sestile

Simbolo del sestile

In astrologia, il sestile indica un rapporto angolare di 60° tra due pianeti, corrispondente alla suddivisione dei 360 gradi del cerchio zodiacale per 6.

## Caratteristiche
Tra le posizioni planetarie che danno luogo ad aspetti positivi (armonici) o negativi (dissonanti), il sestile è armonico, ma è ritenuto favorevole solo se gli astri coinvolti ed i segni in cui si trovano sono affini.
Anche pianeti incompatibili possono tuttavia collaborare tra loro in un sestile: ad esempio Venere, pianeta dell'amore, che si trovi a 60 gradi da Saturno, può ricevere da quest'ultimo serietà e stabilità affettiva.
L'influsso armonico del sestile è simile a quello del trigono, sebbene sia di minore intensità.